# بلموریا (تگزاس)
بلموریا، تگزاس(به انگلیسی: Balmorhea, Texas) شهری در ایالت تگزاس از ایالات جنوبی ایالات متحده آمریکا است. در سرشماری سال ۲۰۰۰، جمعیت این شهر ۵۲۷ نفر اعلام شد.